# 1913 en Saskatchewan
Chronologie de la Saskatchewan
- 1909
- 1910
- 1911
- 1912
- 1913
- 1914
- 1915
- 1916
- 1917

Cette page concerne des événements d'actualité qui se sont produits durant l'année 1913 dans la province canadienne de la Saskatchewan.

## Politique
- Premier ministre : Thomas Walter Scott
- Chef de l'Opposition :
- Lieutenant-gouverneur : George William Brown
- Législature :

## Événements
- Implantation des sœurs de Notre Dame d'Auvergne à Ponteix, Saskatchewan.

## Naissances
- 2 juin : Donald John Deacon (né à Regina - mort le 25 décembre 1943) est un joueur professionnel de hockey sur glace.

- 12 décembre : Clinton James « Clint » Smith (né à Assiniboia - mort le 19 mai 2009) est un joueur professionnel de hockey sur glace canadien qui évoluait au poste d'attaquant.